# 酵母亞門
酵母亚门是子囊菌门中最低级的菌种，只有单细胞，通常单生，有明显的细胞壁和细胞核，有时数个细胞连成串，形成拟菌丝，以出芽的方式繁殖，芽脱落后就形成新个体，没有子囊果。 
酵母亚门只包括唯一的酵母纲
酿酒酵母（Saccharomyces cerevisiae）是啤酒酿造中必不可少的，此外有的菌种还应用于面包发酵、石油脱蜡、生产甘油和有机酸等工业中，但假丝酵母属（Candida）的一些菌种也可以使人致病。 

## 外部連結
- （英文）Tree of Life: 酵母亚门 （页面存档备份，存于）